# Blue Sky Mining
Blue Sky Mining är ett musikalbum av det australiska rockbandet Midnight Oil, utgivet 1990.
Den stora hitlåten från den här skivan är Blue Sky Mine. Den är baserad på Ben Hills bok Blue Murder som handlar om den sedan 1966 stängda gruvan i Wittenoom i Western Australia där man bröt blå asbest under många år. Gruvföretaget förteg riskerna med detta, trots att det rimligen visste om dem, och man räknar med att ett par tusen människor har dött eller kommer att dö i sjukdomar som är relaterade till asbestbrytningen. Detta räknas till en av de största industriella katastroferna i Australiens historia.
Bedlam Bridge har tydliga referenser till Ronald Reagan och i synnerhet hans avskedstal i slutet av 1988, där han liknar USA vid en skinande stad på en kulle, en liknelse som han i sin tur lånat från John Winthrop.

## Låtlista
Sida ett
1. "Blue Sky Mine" (Midnight Oil) - 4:18
2. "Stars of Warburton" (James Moginie, Peter Garrett) - 4:43
3. "Bedlam Bridge" (Robert Hirst) - 4:25
4. "Forgotten Years" (Hirst, Moginie) - 4:21
5. "Mountains of Burma" (Hirst) - 4:50

Sida två
1. "King of the Mountain" (Hirst, Moginie) - 3:58
2. "River Runs Red" (Hirst, Moginie) - 5:28
3. "Shakers and Movers" (Moginie, Garrett) - 4:32
4. "One Country" (Moginie, Garrett) - 5:56
5. "Antarctica" (Moginie, Hirst, Martin Rotsey, Garrett) - 4:22

Bonusspår
1. "You May Not Be Released"

- Vissa tidiga australiska exemplar innehöll "You May Not Be Released" - B-sida till "Forgotten Years," vilken antas ha funnits på de 1 000 första LP-exemplaren.